# Poroina Mare
Poroina Mare là một xã thuộc hạt Mehedinți, România. Dân số thời điểm năm 2002 là 1419 người.